# Kangourou Jack
Pour les articles homonymes, voir Jack.
Pour plus de détails, voir Fiche technique et Distribution.
Kangourou Jack (Kangaroo Jack) est un film américano-australien de David McNally sorti en 2003.
Une suite animée intitulée Kangourou Jack : Bonjour l'Amérique a été produite et diffusée en directement en vidéo en 2004.

## Synopsis
Charlie et Louis, deux amis d'enfance, galèrent dans leurs vies respectives ; ils espèrent un jour que la vie leur sourira. 
Charlie, qui tient un salon de coiffure, aspire à une vie tranquille mais Sal, son beau-père, le taxe tous les mois tandis que Louis participe à des magouilles et a l'art de s'attirer les ennuis.  
Un jour, Louis demande à Charlie un coup de main pour une livraison de télévisions (qui ont été volées) et ils sont filés à leur insu. Ils mènent involontairement la police à un entrepôt dirigé par Sal où sont entassés des produits de larcins. 
Furieux, Sal offre quand même une deuxième chance aux deux compères en leur donnant comme mission d'aller transmettre une somme d'argent (environ 50 000 dollars) à une personne qui vit en Australie. 
Une fois arrivés, ils font une rencontre inattendu avec un kangourou sur lequel Charlie a roulé par accident. Ils décident de faire une photo avec le "blouson fétiche" de Louis mais il s'avère que le kangourou est vivant et s'enfuit avec la veste. Ils remarquent que le fric est resté dans le blouson de la veste. Une course poursuite à travers le désert australien s'engage.  

## Fiche technique
- Titre original : Kangaroo Jack
- Réalisation : David McNally
- Scénario : Steve Bing (en), Barry O'Brien (en), Scott Rosenberg
- Directeur de la photographie : Peter Menzies Jr.
- Musique originale : Trevor Rabin
- Pays : États-Unis, Australie
- Genre : Aventures, comédie, crime
- Durée : 89 minutes
- Date de sortie[1] : 
  - France : 16 juillet 2003
  - États-Unis : 17 janvier 2003

## Distribution
- Adam Garcia (VF : Lucien Jean-Baptiste) : voix de Kangourou Jack
- Jerry O'Connell (VF : Thierry Wermuth) : Charlie Carbone
- Anthony Anderson (VF : Christophe Peyroux) : Louis Booker
- Estella Warren (VF : Laura Blanc) : Jessie
- Michael Shannon (VF : Boris Rehlinger) : Frankie Lombardo
- Christopher Walken (VF : Bernard Tiphaine) : Sal Maggio
- David Ngoombujarra (VF : Frantz Confiac) : Mr Jimmy Inkamale, un policier australien
- Marton Csokas (VF : Pascal Germain) : Mr. Smith
- Bill Hunter (VF : Robert Blanchet) : Blue
- Dyan Cannon : Anna Carbone

## Bande originale
| 1.    | Hey! Baby           | DJ Ötzi            | 3:36 |
| 2.    | Round Round         | Sugababes          | 3:55 |
| 3.    | Tainted Love        | Soft Cell          | 2:34 |
| 4.    | So Clever           | Lucia              | 3:58 |
| 5.    | Casanova            | Paulina Rubio      | 3:36 |
| 6.    | Hey Sexy Lady       | Shaggy             | 3:20 |
| 7.    | Spread My Wings     | Shawn Desman       | 3:53 |
| 8.    | 2-Way               | Lil' Romeo         | 3:42 |
| 9.    | Start the Commotion | The Wiseguys       | 2:32 |
| 10.   | Rapper's Delight    | The Sugarhill Gang | 4:15 |
| 11.   | Down Under          | Men at Work        | 4:46 |
| 12.   | Rock Da Juice       | The Dude           | 3:31 |
| 43:38 |                     |                    |      |